# Aeroparque Jorge Newbery
O Aeroparque Regional Jorge Newbery (IATA: AEP, ICAO: SABE) é o aeroporto de tráfego regional da Grande Buenos Aires, na Argentina. Está localizado a 6 km do centro de Buenos Aires no bairro de Palermo. Foi inaugurado em 1947, nos terrenos junto ao Rio da Prata e seu nome é uma homenagem ao pioneiro da aeronáutica argentina, Jorge Newbery. Possui uma pista 13/31 com comprimento de 2 100 metros.
O Aeroparque opera apenas voos nacionais e internacionais de pequeno alcance para alguns países da América do Sul. Para os demais destinos é utilizado o Aeroporto Internacional Ministro Pistarini, localizado em Ezeiza a 35 km do centro da capital argentina.